# Max Landis (Basketballspieler)
Max Landis (* 2. Februar 1993 in Indianapolis) ist ein US-amerikanischer Basketballspieler.

## Laufbahn
Als Schüler gehörte Landis zu den besten Basketballspielern seines Jahrgangs im US-Bundesstaat Indiana, wo er für die Perry Meridian High School spielte. Ab 2012 gehörte er dann zur Hochschulmannschaft der Gardner-Webb University im Bundesstaat North Carolina. Im April 2013 gab er bekannt, Gardner-Webb zu verlassen, er schloss sich der Indiana University – Purdue University Fort Wayne (IPFW) an. Wegen der Wechselbestimmungen der NCAA musste Landis im Spieljahr 2013/14 aussetzen, von 2014 bis 2016 war er dann Leistungsträger der Mannschaft, die den Spitznamen „Mastodons“ trägt. Seine Leistungen in der Saison 2015/16, als er im Schnitt 19,3 Punkte erzielte und in 33 Einsätzen insgesamt 125 Dreipunktwürfe traf, brachten ihm die Auszeichnung als „Spieler des Jahres“ in der Summit League ein. Er war der erste Basketballspieler in der IPFW-Geschichte, dem diese Ehre zuteilwurde.
Im Sommer 2016 absolvierte Landis Probetrainingseinheiten bei mehreren NBA-Mannschaften, schloss letztlich seinen ersten Profivertrag jedoch mit dem belgischen Erstligisten Okapi Aalstar. Er bestritt während der Hauptrunde der belgischen Liga 24 Partien und erzielte im Durchschnitt 7,5 Punkte je Begegnung.
Im Juli 2017 wurde Landis vom deutschen Bundesligisten Gießen 46ers unter Vertrag genommen. Seine statistischen Mittelwerte in der Bundesliga-Spielzeit 2017/18 betrugen bei 18 Einsätzen 11,2 Punkte, 2,4 Korbvorlagen und 1,6 Rebounds. In der Vorbereitung auf die Saison 2017/18 hatte er sich in einem Freundschaftsspiel einen Meniskusriss zugezogen. Bis zum Ende des Spieljahres 2018/19 bestritt er insgesamt 46 Bundesliga-Einsätze für die Mittelhessen. In der Sommerpause 2019 wechselte er zum FC Porto nach Portugal.